# سفيان (اسم)
سُفْيان اسم عربي، وهو اسم علم مذكر، معناه: المسرع في مشيه، أو في طيرانه. مؤنثه: سفيانة. وهو اسم علم شخصي مذكر عربي، وله انتشار في العالم العربي.ومن أشتقاقاته: سَفْوان سُفْيان سِيفان سَفَّانة سَيفانة.

## الشخصيات
- سفيان بن عوف: صحابي.
- سفيان بن عبد الله الثقفي: صحابي.
- سفيان الثوري: تابعي.
- سفيان بن عيينة : محدث